# Швейцария на «Евровидении-1998»
Швейцария приняла участие в сорок третьем выпуске телевизионного конкурса песни Евровидение-1998, который состоялся 9 мая в Бирмингеме, Великобритания. Страну представляла певица Гунвор Гуггисберг (представленная под именем Гунвор) с песней Lass ihn («Позволь ему»). «Lass ihn» была написана Гунвор в соавторстве с Эгоном Эгеманном, представлявшем Швейцарию на конкурсе Евровидение-1990. Эгеманн также выступил на сцене Индор Арены Бирмингема в качестве скрипача. По результатам голосования Гунвор заняла 25-е, последнее, место, заработав ноль баллов. Из-за плохого результата Швейцария была не допущена до участия в конкурсе Евровидение-1999. Тем не менее, композиция «Lass ihn» была предшественницей швейцарской заявки на конкурсе Евровидение-2000 La vita cos'e?, представленной Джейн Богарт. По состоянию на 2023 год это была последняя заявка от Швейцарии на немецком языке. Конкурс был показан SRG SSR через трёх региональных вещателей: SRF, TSR и TSI. Комментарии на немецком языке для SRF озвучивали Роман Клихспергер и Хайнц Марго, комментарии на французском языке для TSR озвучивал Жан-Марк Ришар, комментарии на итальянском языке для TSI озвучивал Джонатан Тедеско. Глашатаем, объявлявшим очки Швейцарии, была Регула Эльснер.

## Предыстория
К моменту своего участия в конкурсе 1998 года Швейцария принимала участие на Евровидение 41 раз, начиная с самого первого выпуска в 1956 году. За это время страна выигрывала конкурс дважды: в 1956 году с песней Refrain в исполнении Лиз Ассиа и в 1988 году с песней Ne partez pas sans moi в исполнении Селин Дион. Швейцария пропускала Евровидение однажды: в 1995 году из-за плохого результата предыдущего года, когда певец Дуилио занял 19-е место с песней Sto pregando. На Евровидение-1997 страну представляла итало-швейцарская певица-сонграйтер Барбара Берта с песней Dentro di me, которая заняла 22-е место с пятью баллами. 
Швейцарский телевещатель SRG SSR отвечает за организацию отбора заявки на Евровидение и трансляцию конкурса. Между 1994 и 1997 годами вещатель выбирал и артиста, и песню путём внутреннего отбора. Для участия в конкурсе 1998 года SRG SSR решил вернуться к национальному финалу, организованному в последний раз в 1993 году.

## До «Евровидения»

### Национальный финал
Швейцарский национальный финал состоялся 18 декабря 1997 года в Цюрихе на студии телеканала Schweizer Fernsehen. Ведущей была Сандра Студер, представлявшая Швейцарию на Евровидение-1991 под именем Сандра Симо. На национальном финале было представлено шесть песен: одна на немецком языке, две на итальянском языке, три на французском языке. Песни были отобраны через открытую подачу заявок трём региональным вещателям: Schweizer Fernsehen (SF DRS), Télévision Suisse Romande (TSR) и Radiotelevisione svizzera (TSI). Результаты голосования определялись телезрителями из пяти регионов страны: 3 от Немецкой Швейцарии, 1 от Французской Швейцарии и 1 от Итальянской Швейцарии. По итогам голосования Гунвор с песней «Lass ihn» одержала победу. Второе место досталось группе Talk About Girls с песней «Qualcosa di te?». На третьем месте оказалась Ванесса Юдт с песней «Trouver ma place». В поддержку участников, Сандра Студер, победительница Евровидение-1997 Катрина Лесканич и победитель Евровидение-1980 и Евровидение-1987 Джонни Логан исполнили попурри из конкурсных песен прошлых лет.
| Порядок выступления | Исполнитель      | Название песни       | Очки | Место |
| ------------------- | ---------------- | -------------------- | ---- | ----- |
| 1                   | Сюзан Орус       | L'enfant des étoiles | 19   | 4     |
| 2                   | Филиппо Трояни   | Amerò di più         | 17   | 5     |
| 3                   | Анни Франкёр     | Le rêve d'Alice      | 5    | 6     |
| 4                   | Гунвор           | Lass ihn             | 34   | 1     |
| 5                   | Talk About Girls | Qualcosa di te?      | 26   | 2     |
| 6                   | Ванесса Юдт      | Trouver ma place     | 19   | 3     |

## На «Евровидении»
Согласно правилу конкурса Евровидение-1998, список участников состоит из страны-победительницы прошлого года, 18 стран с самыми высокими средними баллами за последние пять конкурсов и стран, недопущенных к участию конкурса 1997 года. Букмекерские конторы, согласно опросу Би-би-си, нумеровали швейцарскую заявку на 11-е место из 25. К сожалению, ставка не оправдалась. Гунвор пришла к финишу последней, двадцать пятой, набрав ноль баллов. В результате Швейцария вылетела из конкурса Евровидение-1999 и была понижена до «пассивного участника». Страна вернулась в 2000 году. Начиная с 1998 года страны-участницы конкурса Евровидение перешли на процедуру телеголосования. 12 очков швейцарские телезрители присудили Германии. 